# MP34

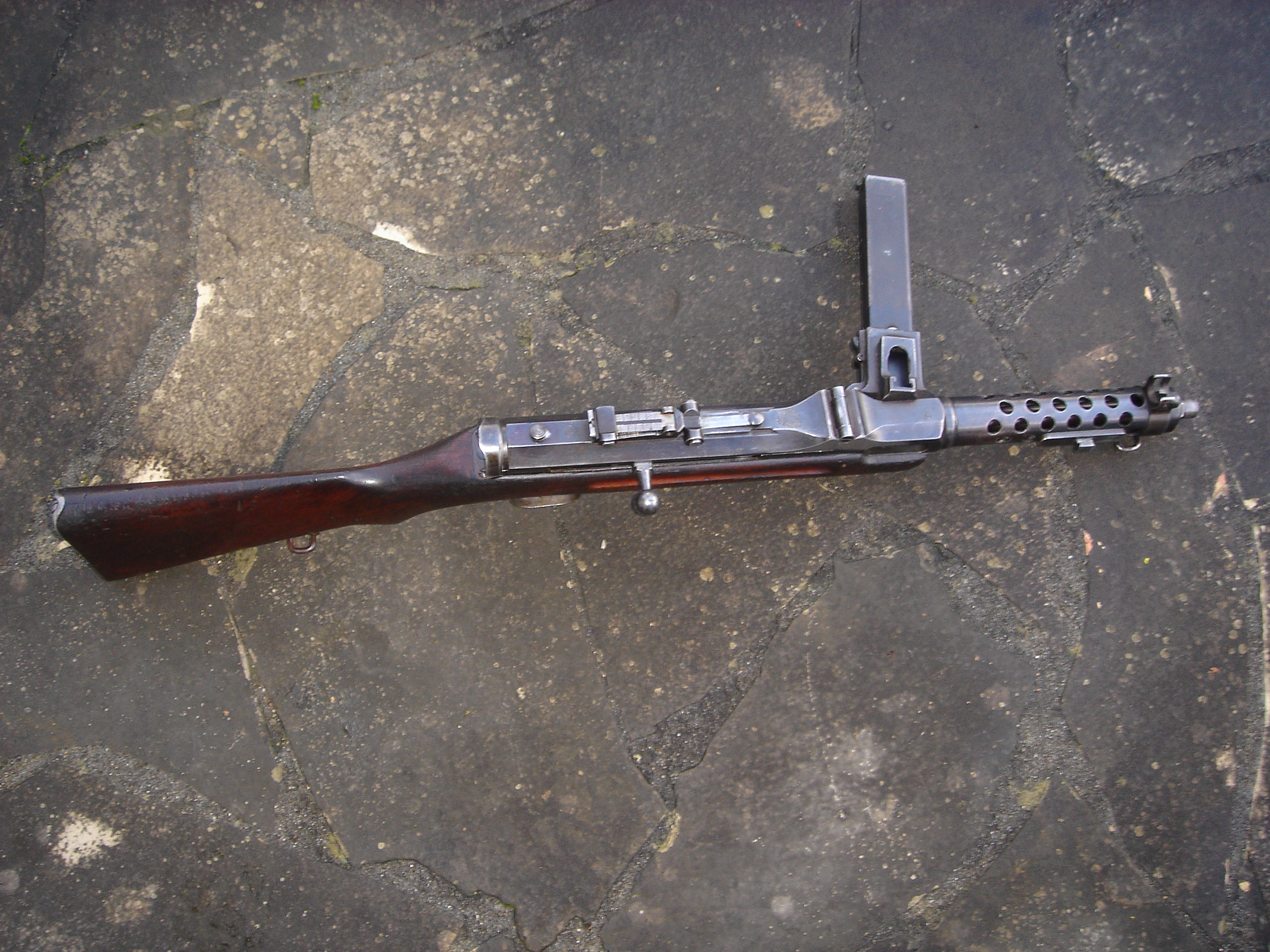
MP34

De MP34 (ook bekend als Maschinenpistole 34) machinepistool is ontworpen door Louis Stange van het bedrijf Rheinische Metallwaren und Maschinenfabrik (Rheinmetall).
De fabricage van automatische wapens was verboden in Duitsland in het kader van het Verdrag van Versailles. Daarom werkte Rheinmetall samen met bedrijven in Zwitserland en Oostenrijk. Het magazijn van de MP34 kon met maximaal 32 patronen, kaliber 9x19 mm worden gevuld.